# Martina Bircher

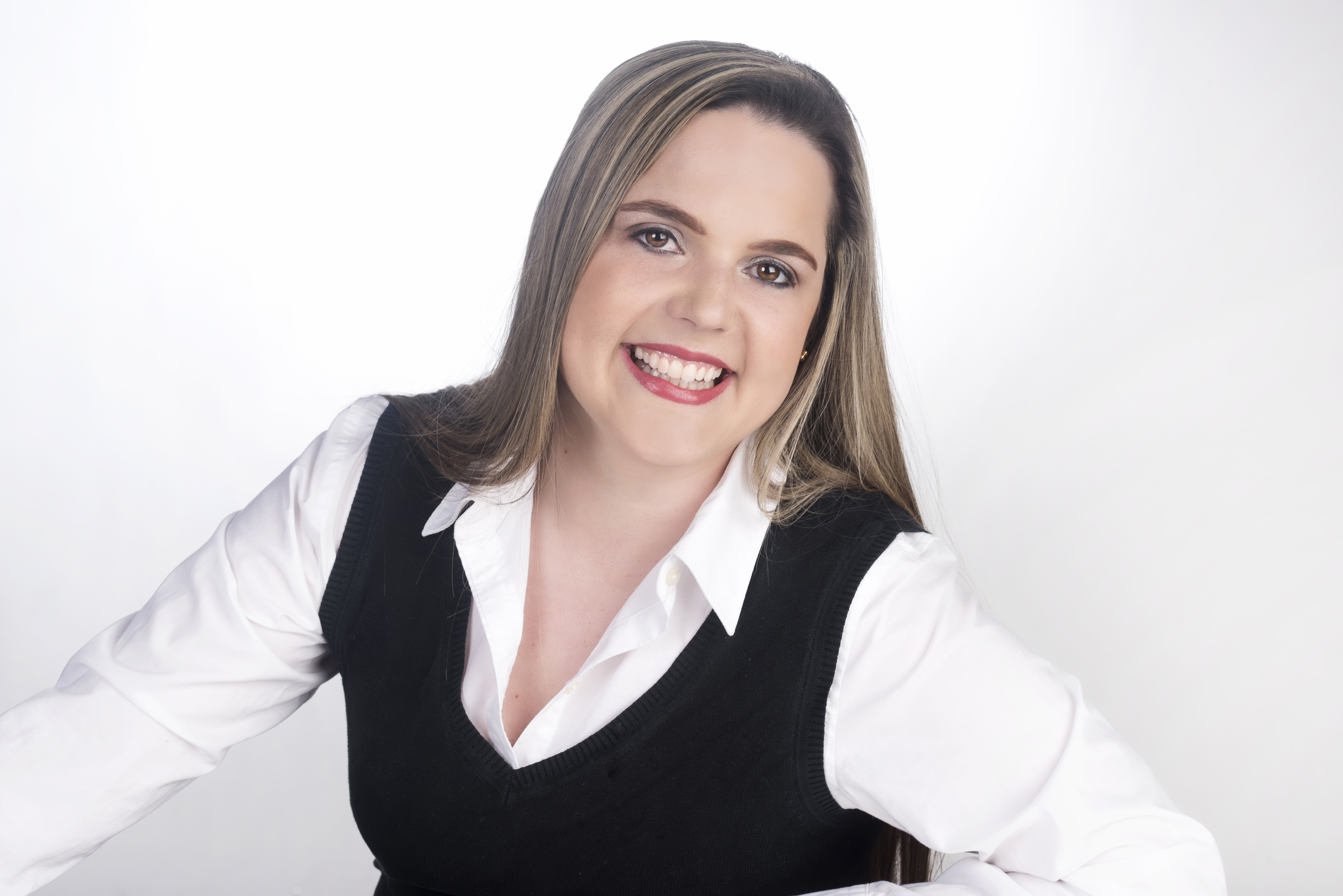
Martina Bircher

Martina Bircher (* 13. April 1984 in Zürich; heimatberechtigt in Sins) ist eine Schweizer Politikerin (SVP) und Betriebsökonomin. Am 20. Oktober 2024 wurde sie in den Regierungsrat des Kantons Aargau gewählt.

## Leben
Martina Bircher wuchs in Niederwil auf und besuchte nach den obligatorischen Schulen eine kaufmännische Lehre bei der Alu Menziken. Sie studierte anschliessend an der Fachhochschule Nordwestschweiz Betriebswirtschaft mit Schwerpunkt Controlling. Nach mehrjähriger Tätigkeit in der Detailbranche wechselte sie 2014 als Projektleiterin zur Schweizer Post. Seit 2019 ist sie Inhaberin und Managerin einer Consultingfirma.
Bircher lebt mit ihrem Lebenspartner in Aarburg. Sie haben einen gemeinsamen Sohn.

## Politische Laufbahn
2013 kandidierte Bircher für die Schweizerische Volkspartei SVP als Gemeinderat in ihrer neuen Wohngemeinde Aarburg. Sie übernahm 2014 als Gemeinderätin das Ressort Soziales, Gesundheit und Jugend. Ab 2017 war sie im Grossen Rat des Kantons Aargau in der Sozial- und Gesundheitskommission tätig. Nach ihrer Kandidatur für den Nationalrat wurde Bircher bei den Wahlen am 20. Oktober 2019 gewählt. Gleichzeitig gab sie ihren Rücktritt aus dem Grossen Rat bekannt.
Am 20. Oktober 2024 wurde sie im ersten Wahlgang in den Regierungsrat des Kantons Aargau gewählt. Im Nationalrat wird Christian Glur für sie nachrücken.
In Juni 2024 reichte Bircher ein Potulat ein, um die Bundesversammlung zu beauftragen, eine frühe Sprachförderung als ein Teil der Gesundheitsförderung zu prüfen. Dies solle langfristige Sprachstörungen zu vermeiden, die andernfalls durch Medienkonsum im Kleinkindalter und einen fehlenden frühen Kontakt mit der Landessprache entstehen könnten. Sie betont, dass der Medienkonsum zwar bezüglich Suchtpotential in der Gesundheitsförderung integriert ist, jedoch nicht in Bezug zur sprachlichen Entwicklung.